# Club El Porvenir
Il Club El Porvenir è una squadra di calcio argentina di Gerli, nella Gran Buenos Aires, fondata il 12 settembre 1915. Disputa le sue partite interne presso lo stadio Gildo Ghersinich.
Nel corso della sua storia, ha partecipato al secondo e terzo livello del calcio argentino. Tutt'oggi milita nella quinta e ultima divisione.
Nel club hanno giocato diversi calciatori di livello sia nazionale sia internazionale:
Oscar Más, José Luis Sánchez, Adrián González, Guillermo Burdisso, Walter Jiménez, Alberto Pascutti, Enrique Monti.

## Palmarès

### Competizioni nazionali
- Segunda División: 1

1919
- División Intermedia: 1

1920
- Primera B Nacional: 1

1927
- Tercera División: 1

1943
- Primera Amateur: 1

1954
- Primera B Metropolitana: 1

1997-1998
- Primera D: 1

2016

### Altri piazzamenti
- Campionato argentino:

Terzo posto: 1925